# Перколятор

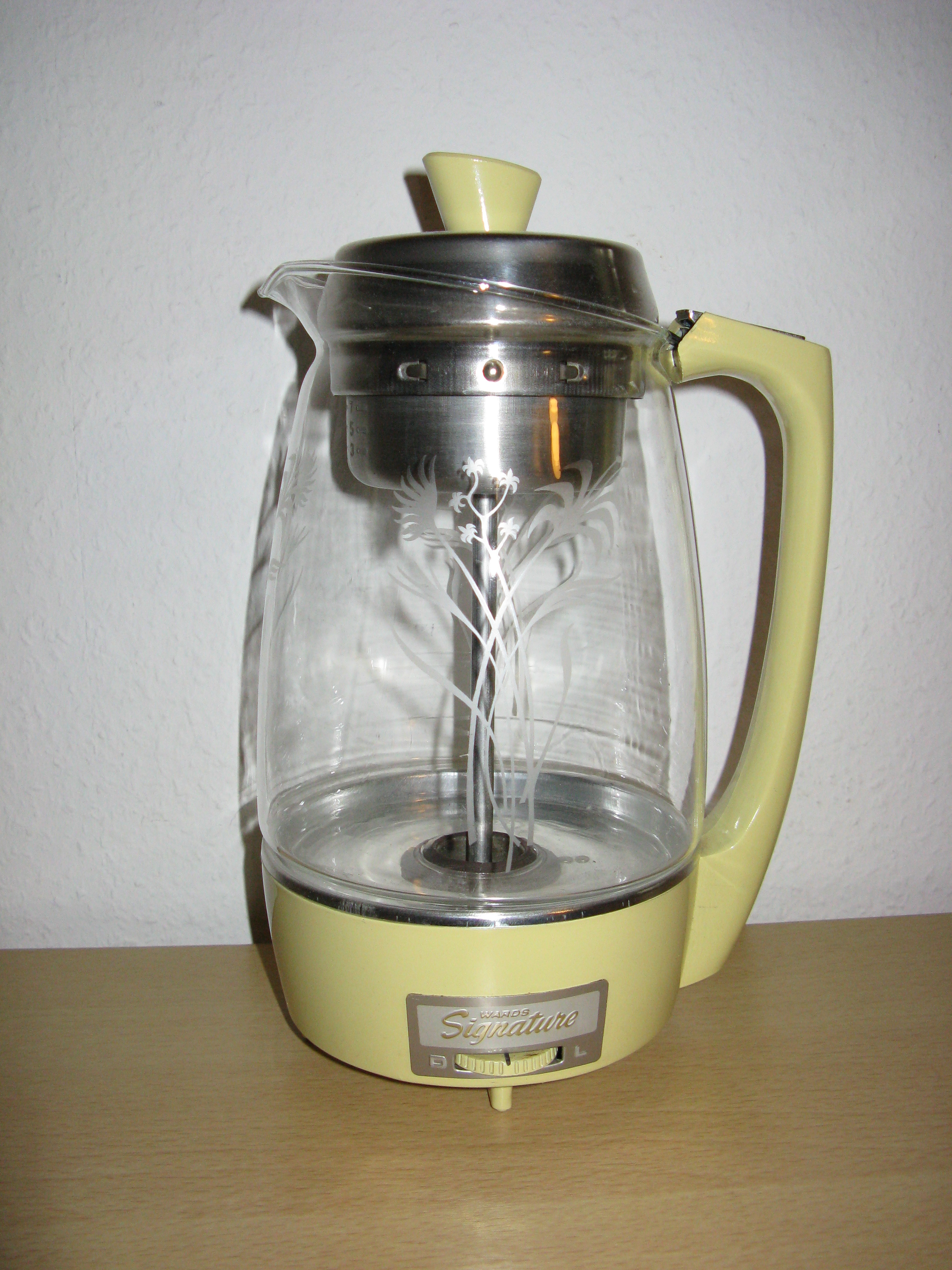
Электрический перколятор со стеклянной колбой

Кофейный перколятор — вид кофеварки, в которой горячая вода многократно, по замкнутому циклу за счёт естественной циркуляции (как в водотрубных паровых котлах), проходит через отделение с молотым кофе. Слово «перколятор» происходит от англ. percolation (в свою очередь от лат. percōlāre) — «просачивание». Перколятор обычно изготавливается из стали.
В ходе приготовления кофе в перколяторе кипящая вода под давлением проникает в камеру с молотым обжаренным кофе, просачивается через него и стекает в ёмкость с готовым напитком.
Перколяторы были наиболее распространены в середине XX века, однако постепенно вытеснены автоматическими капельными кофеварками, рожковыми и гейзерными кофеварками, френч-прессом, а также ростом популярности эспрессо, на сегодняшний день в промышленных масштабах практически не производятся.

## История
Кофейник, работающий по принципу перколяции, был изобретён британцем Бенджамином Томпсоном, графом Румфордом, однако его изобретение не предусматривало использование трубки для подъёма воды.
Перколятор в современном виде был запатентован в 1889 году американским фермером Хансом Гудричем. Патент предусматривал, в том числе, использование камеры для нагрева воды и трубки для её подъёма в верхнюю часть кофейника.

## Принцип работы

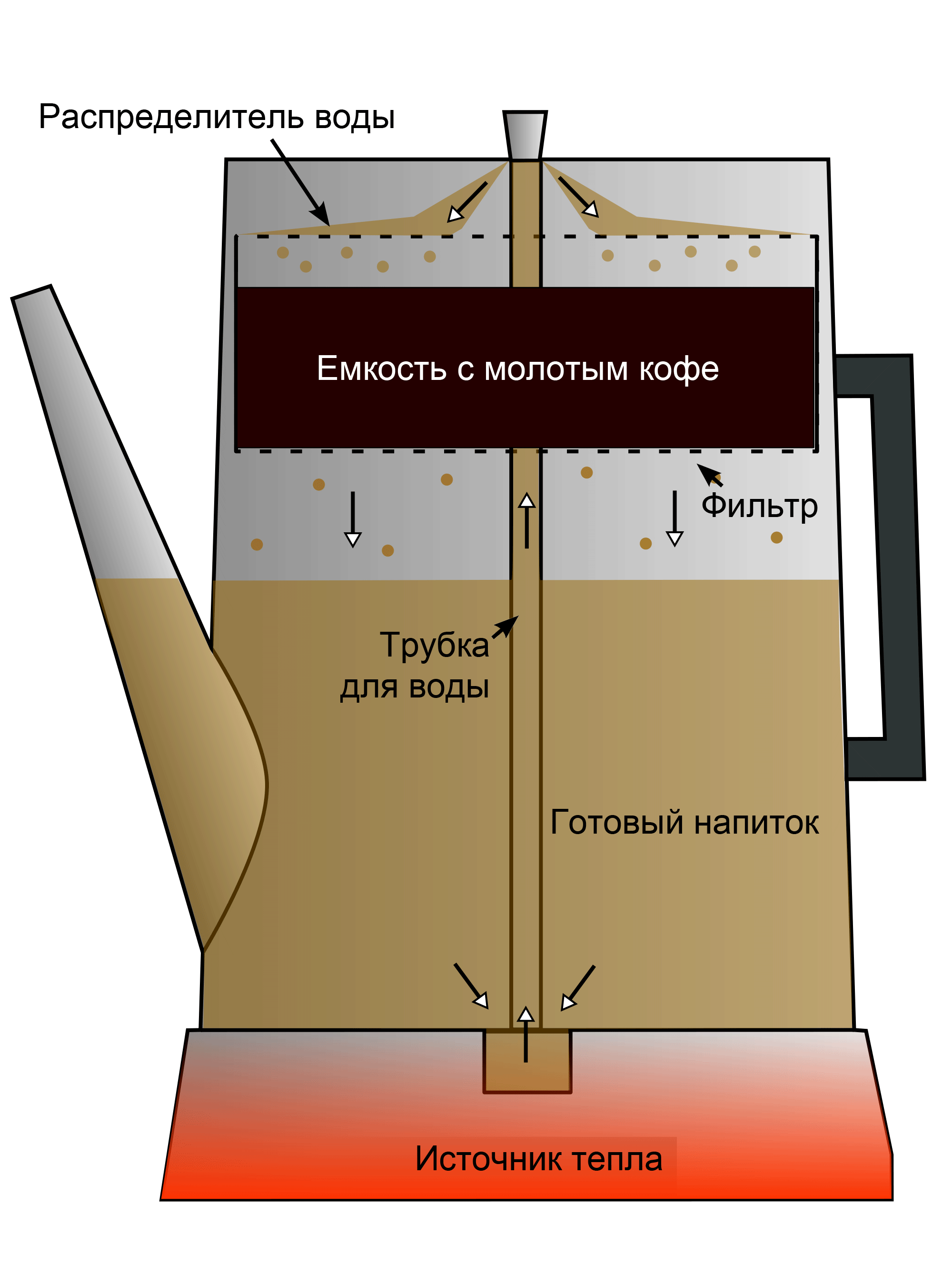
Принцип работы

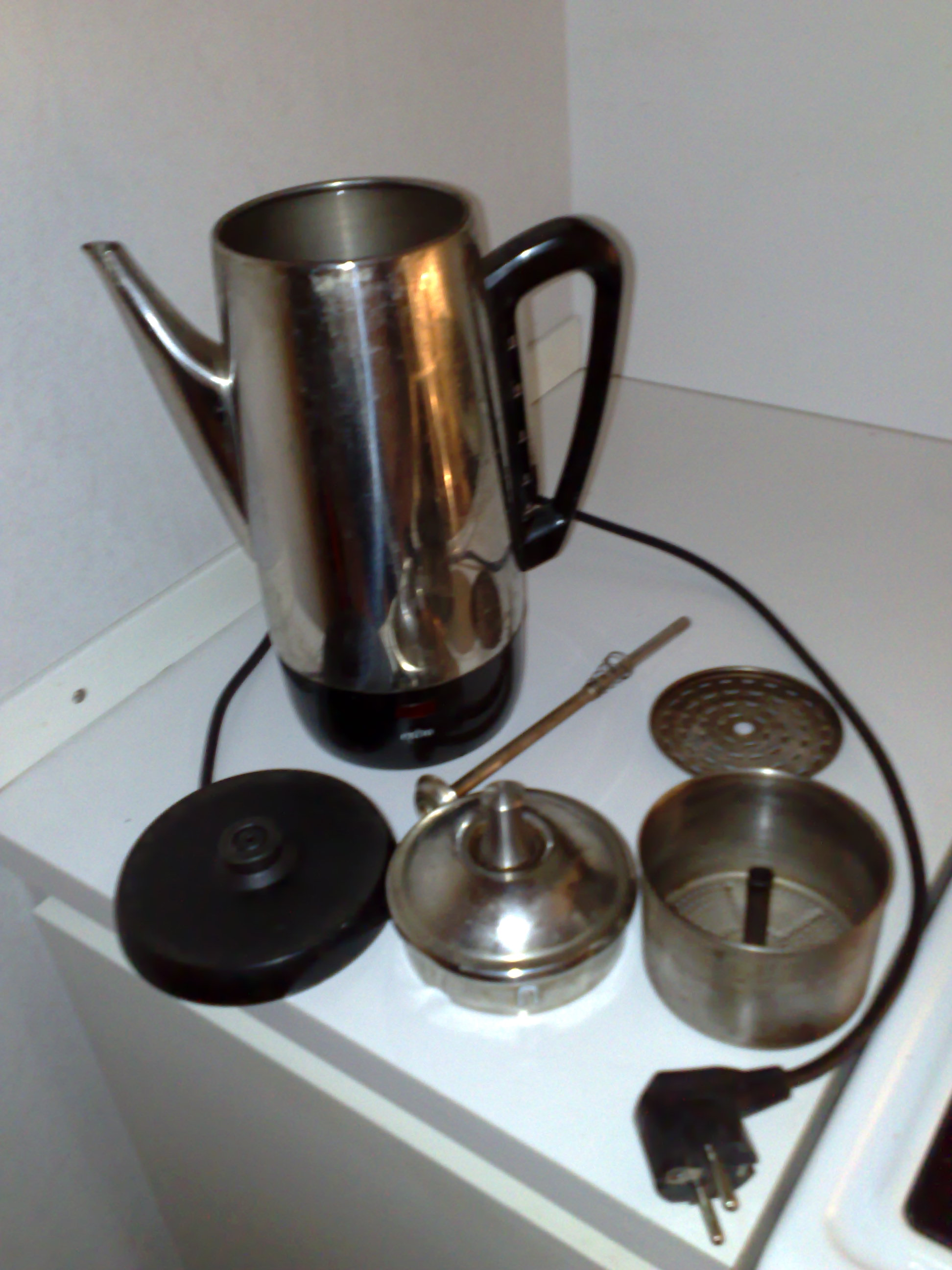
Разобранный современный электрический перколятор

Перколятор представляет собой стальной чайник, в нижней части которого находится камера, близкая к источнику тепла. Данная камера при помощи трубки соединена с отдельной перфорированной ёмкостью для молотого кофе, расположенной в верхней части кофеварки.
Для приготовления кофе в основную ёмкость кофеварки заливается необходимое количество воды, в верхнюю — засыпается молотый обжаренный кофе, после чего кофеварка помещается на источник тепла.
В процессе кипения горячая вода поднимается по трубке в ёмкость с кофе и выливается в верхней её части. Вода просачивается через молотый кофе, после чего готовый напиток стекает через перфорацию на дне ёмкости в основную ёмкость чайника. Таким образом, при поддержании температуры кипения процесс заваривания может продолжаться практически неограниченное время.
Некоторые модели перколяторов снабжены электрическим нагревательным элементом, который также сохраняет готовый кофе от повторного закипания.

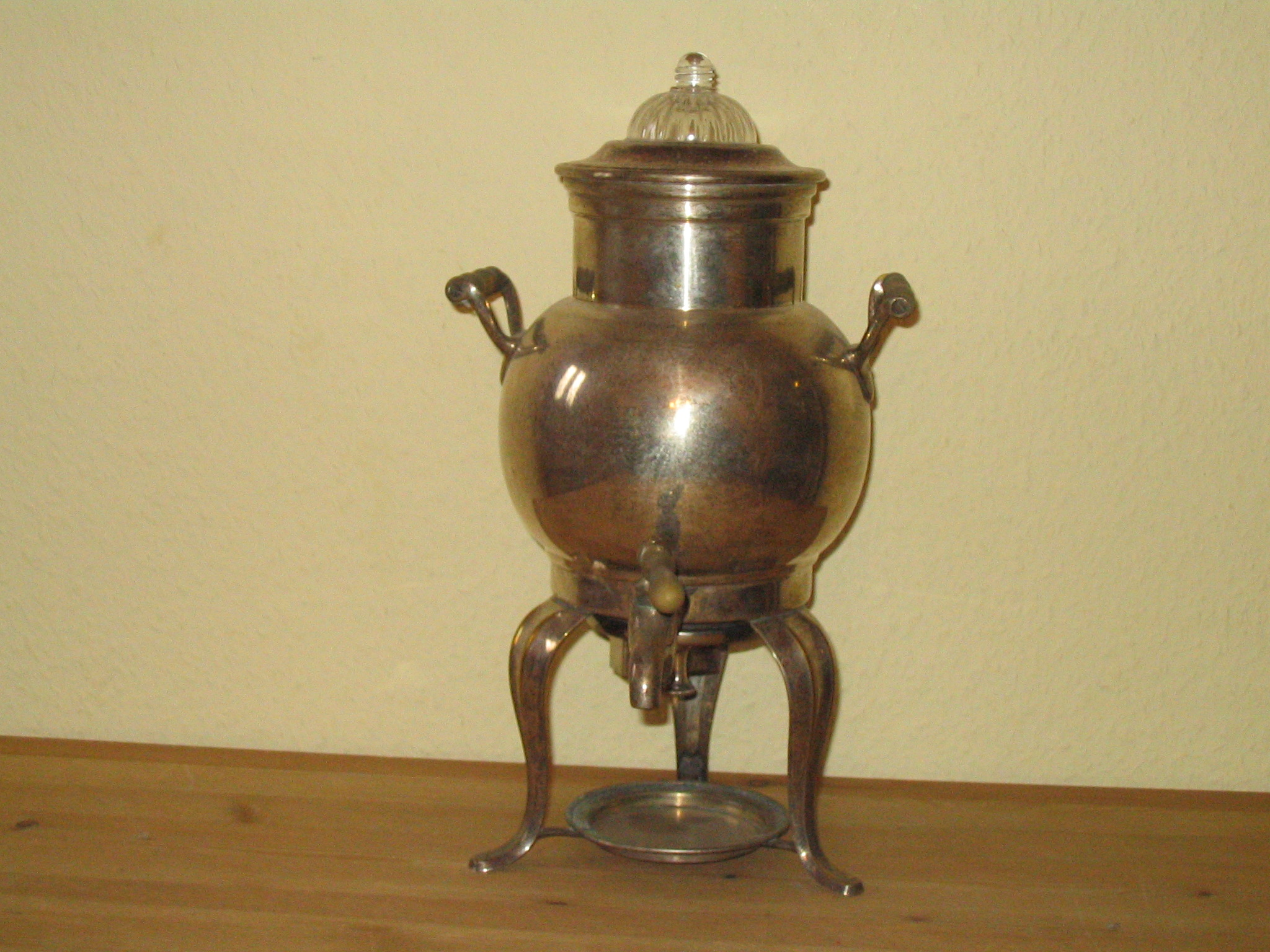
Перколятор с подставкой для установки снизу горелки
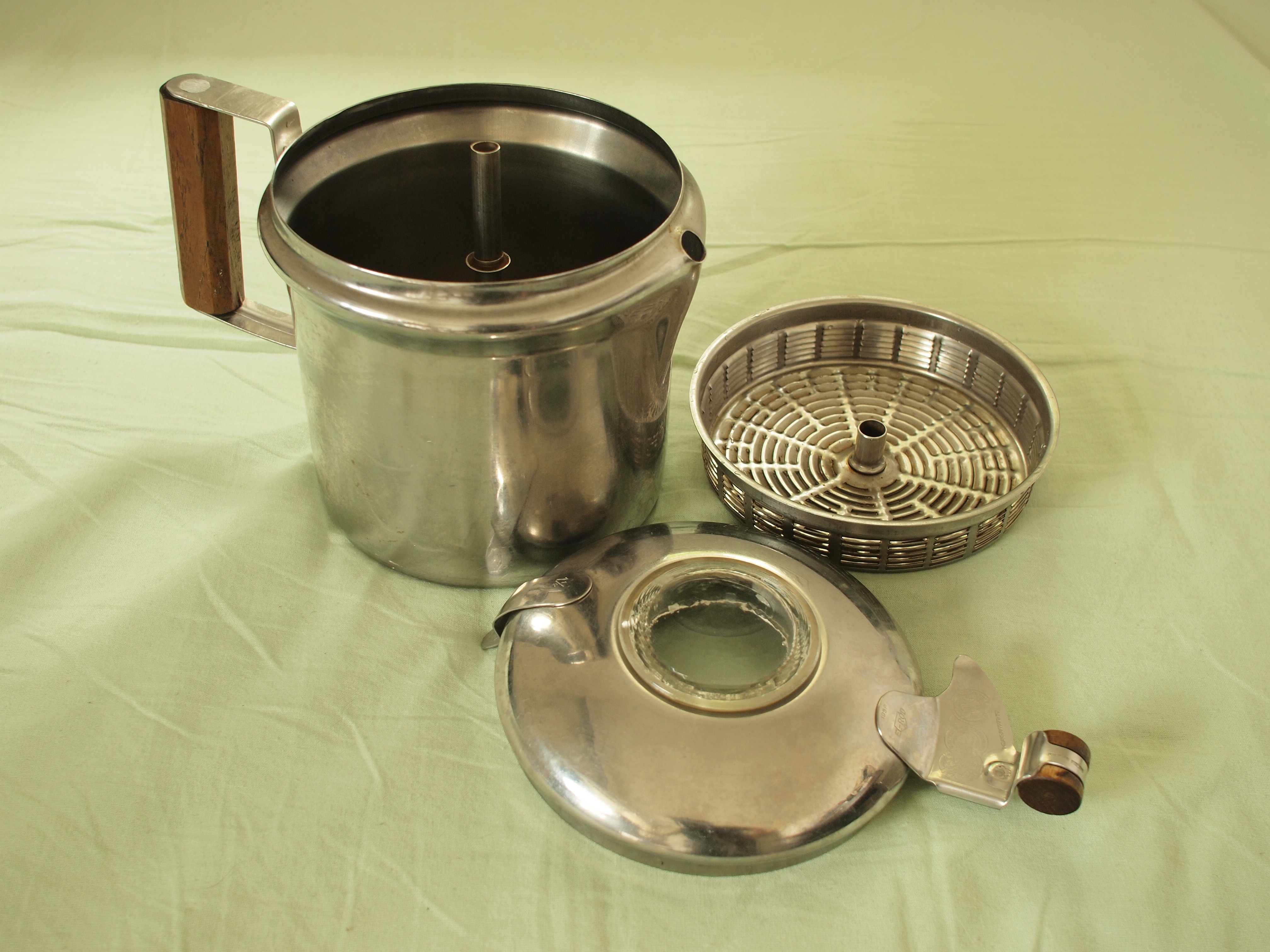
Наплитный жестяной перколятор
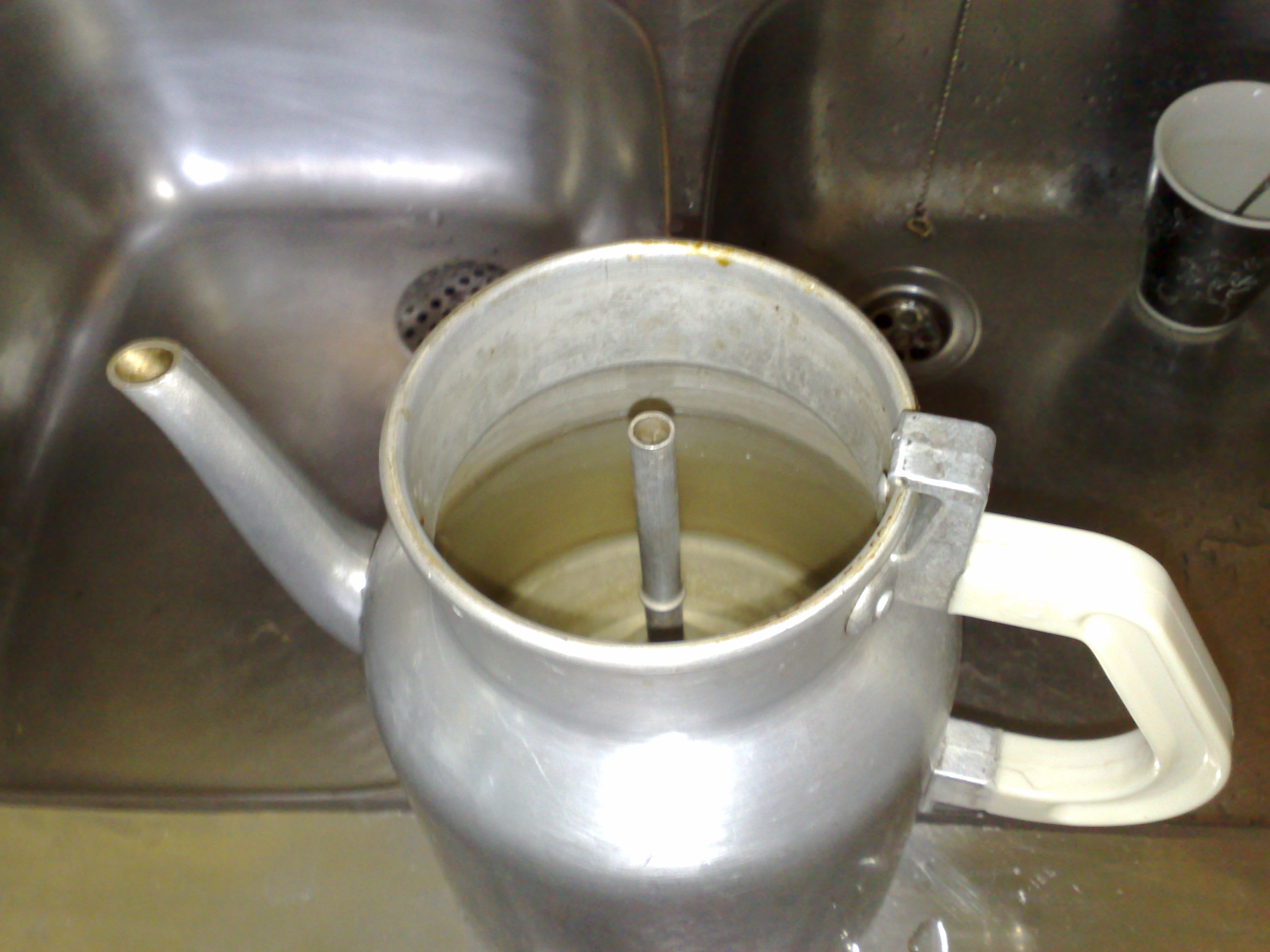
Наплитный алюминиевый перколятор
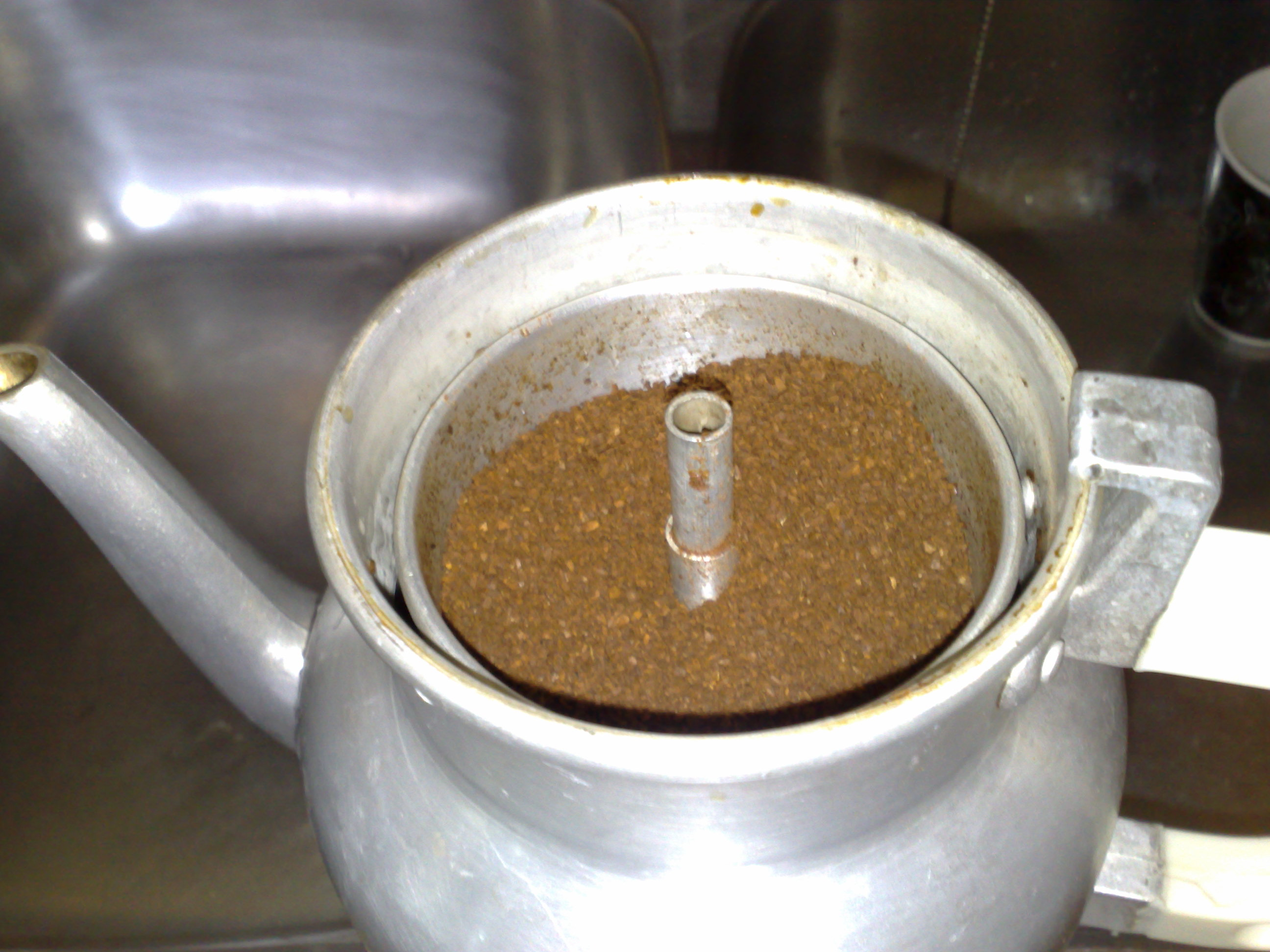
С установленной чашей с молотым кофе
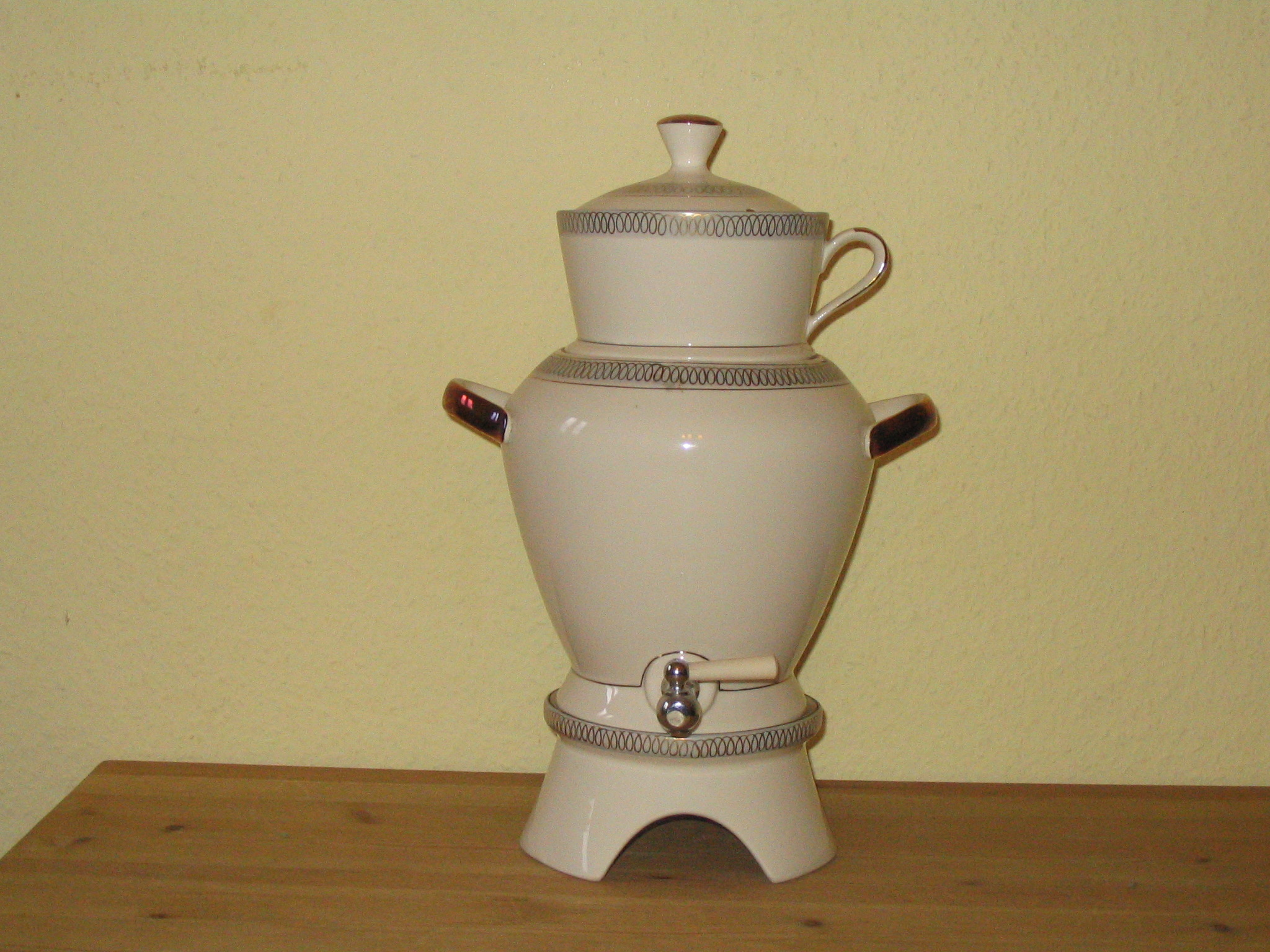
Керамический перколятор в дизайне самовара
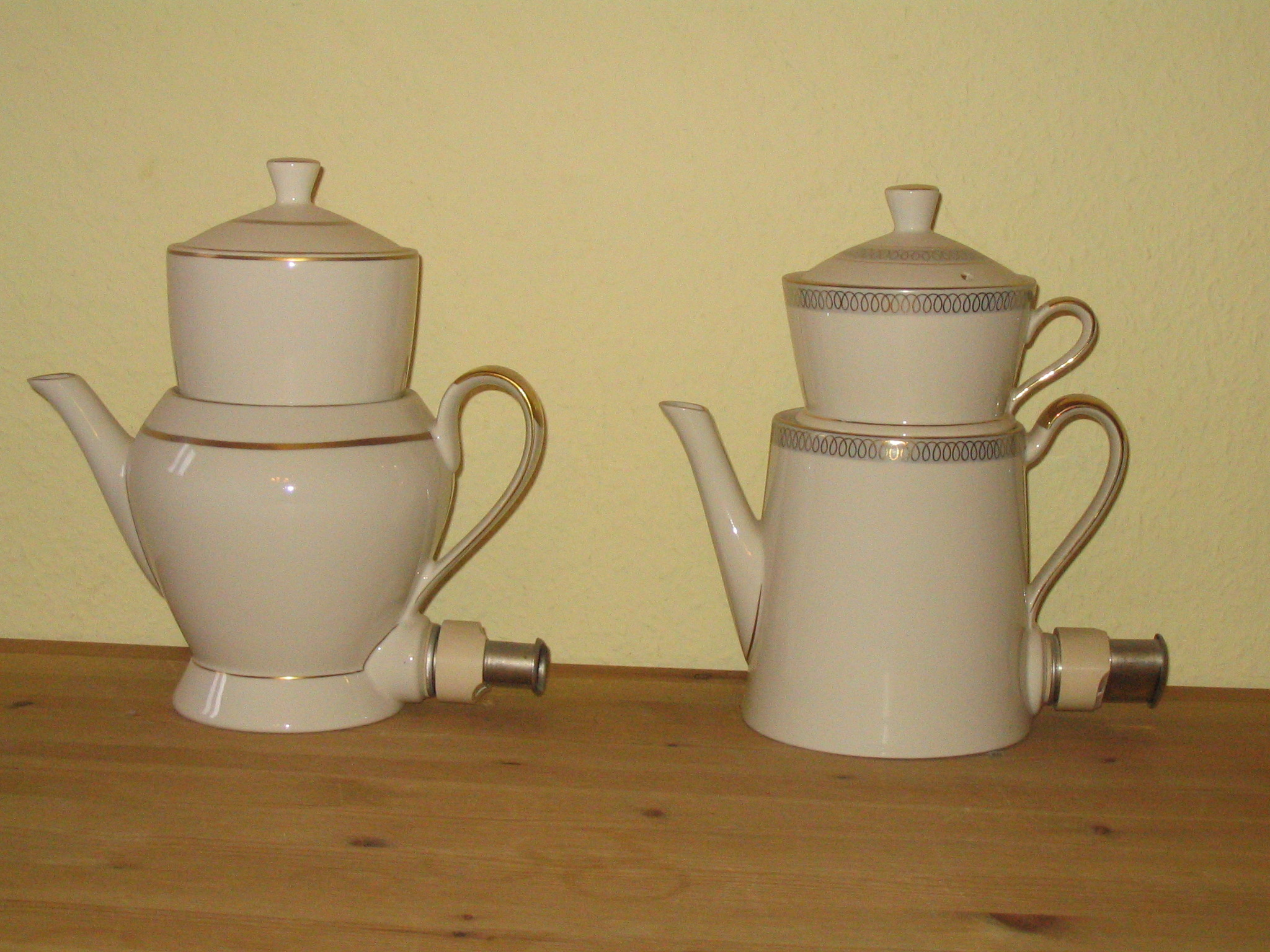
Электрические керамические перколяторы в виде чайника

## Отличия от гейзерной кофеварки
Принцип работы перколятора схож с гейзерной кофеваркой (моккой). В обеих кофеварках вода поднимается в верхнюю ёмкость под воздействием образовавшегося в процессе кипения пара и проходит через ёмкость с молотым кофе.
Вместе с тем, в кофеварке мока ёмкость для воды изолирована от ёмкости для готового напитка. Таким образом, после того, как вся вода из резервуара перейдёт в резервуар с кофе процесс заваривания прекращается. В перколяторе отдельная ёмкость для готового напитка отсутствует, готовый напиток может быть вновь пропущен через молотый кофе. Таким образом, заваривание кофе в перколяторе может производиться практически неограниченное время. Повторное заваривание приводит к появлению в кофе горечи, что является причиной постепенного отказа любителей кофе от этого архаичного способа приготовления напитка. Кроме того, в гейзерной кофеварке вода просачивается через слой кофе под давлением, создаваемым паром, образующимся в нижнем резервуаре. За счёт этого повышается эффективность использования кофе и обогащается вкус напитка..